# Transtorno comportamental do sono de movimento rápido dos olhos
O transtorno comportamental do sono de movimento rápido dos olhos ou transtorno comportamental do sono REM (RBD) é um distúrbio do sono caracterizado pela encenação de sonhos, e inclui comportamento anormal durante a fase do sono com movimento rápido dos olhos (REM). A principal característica do RBD é a perda da atonia muscular (ou seja, a perda da paralisia) durante o sono REM, que de outra forma seria intacto (durante o qual a paralisia é normal e necessária). A perda da inibição motora leva a comportamentos de sono que variam de simples espasmos nos membros a movimentos integrados mais complexos que são uma representação dos sonhos ou pesadelos, e podem ser violentos ou resultar em ferimentos para o indivíduo ou seus companheiros de cama. Um histórico de RBD pode começar vários anos a décadas antes do início de quaisquer sintomas claros de deficiências motoras, cognitivas ou autonômicas, indicando um processo neurodegenerativo.
A RBD é um considerável preditor de progressão para uma sinucleinopatia (doença de Parkinson ou demência com corpos de Lewy). A melatonina é geralmente utilizada no tratamento de pacientes com RBD. A RBD foi descrita pela primeira vez em 1986.

## Classificação
RBD é uma parassonia. É categorizado como idiopático ou sintomático. RBD idiopática é o termo usado quando RBD não está associado a outra condição neurológica em desenvolvimento o. Quando resulta de uma causa identificável, a RBD é referida como RBD sintomática e considerada um sintoma do distúrbio subjacente. O diagnóstico requer um histórico médico (preferêncialmente incluindo o parceiro de cama, pois alguns comportamentos são desconhecidos do paciente), um exame neurológico e polissonografia por vídeo (incluindo eletromiografia de queixo e membros) para documentar comportamentos anormais (gesticular com os olhos fechados, frequentemente chutar e boxear, vocalizar, gritar ou falar) e/ou um excesso de atividade muscular durante o sono REM. A polissonografia também pode contribuir para excluir outros distúrbios de imitação nos diagnósticos diferenciais de RBD.

## Características
RBD é um distúrbio do sono caracterizado pela perda da atonia normal do músculo esquelético durante o sono REM e está associado à atividade motora proeminente e sonhos vívidos. Esses sonhos geralmente envolvem gritos, berros, risadas, choro, agitar os braços, chutar, socar, sufocar e pular da cama. A agitação motora um episódio podem causar ferimentos em si mesmo ou em seu o seu companheiro de cama. Em geral, a pessoa adormecida pode não estar ciente dessa agitação motora. O conteúdo onírico pode abranger ações violentas ou agressivas e um tema de ataque, como ser perseguido por pessoas ou animais. Como a violência nos sonhos tem maior probabilidade de ser lembrada, isso pode ser um artefato de viés de lembrança ou viés de seleção. O indivíduo com RBD pode não estar ciente de que o possui. Ao acordar, as pessoas podem ser capazes de se lembrar do sonho que estavam tendo, que corresponderá às ações que estavam realizando.
O comportamento de encenação de sonhos é uma característica central do RBD, mas não é um marcador exclusivo do transtorno. Um histórico de comportamento recorrente de encenação de sonhos é suficiente apenas para receber um diagnóstico de "RBD clinicamente provável" e o diagnóstico de "RBD definitivo" só é dado após a confirmação polissonográfica de comportamento motor complexo durante o sono REM ser emitida podendo indicar lesões estruturais no tronco cerebral, nos quais o mesencéfalo dorsal e a ponte estão implicados. Quando a RBD ocorre na ausência de qualquer etiologia conhecida do distúrbio, é classificada como ' idiopática '; no entanto, quando a RBD surge associada a outro distúrbio neurológico ou doença neurodegenerativa, é classificada como RBD 'secundária' ou ' sintomática '.
Quando está associado a um distúrbio neurodegenerativo subjacente ou sinucleinopatia, os sintomas da RBD podem começar anos ou décadas antes do início de outra condição, 9% dos pacientes com RBD idiopática acabam desenvolvendo uma doença neurodegenerativa definida ao longo do acompanhamento. Os comportamentos anormais do sono podem começar décadas antes de quaisquer outros sintomas, muitas vezes como a primeira indicação clínica de outra condição.
RBD é um distúrbio do sono caracterizado pela perda da atonia normal do músculo esquelético durante o sono REM e está associado à atividade motora proeminente e sonhos vívidos. Com maior prevalencia em homens idosos do que em mulheres.
A RBD sintomática também pode estar associada à doença de Parkinson (DP), demência com corpos de Lewy (DLB) e atrofia multissistêmica (MSA), doença de Alzheimer (DA), doença de Huntington (DH), esclerose lateral amiotrófica (ELA), narcolepsia, síndrome de Guillain-Barré, encefalite límbica e síndrome de Morvan.
Outros sintomas encontrados em pacientes com RBD são redução das habilidades motoras, alterações de postura e marcha, alterações no olfato, comprometimento da visão de cores, disfunção autonômica (hipotensão ortostática, constipação, problemas urinários, disfunção sexual, comprometimento cognitivo, alucinações e transtornos mentais como a depressão.

## Causas
O transtorno comportamental do movimento rápido dos olhos ocorre quando há perda da atonia muscular voluntária normal durante o sono REM, ativando comportamento motor em resposta ao conteúdo do sonho. O transtorno comportamental do movimento rápido dos olhos pode ser uma reação adversa a administração ou retirada de algum medicamento; no entanto, esse é um transtorno mais frequentemente associado a idosos e a pacientes com doenças neurodegenerativas, como a doença de Parkinson,atrofia de múltiplos sistemas e demências por corpos de Lewy.
As causas da RBD ainda não são bem compreendidas, mas provavelmente a RBD é um sintoma inicial de sinucleinopatia e não um distúrbio isolado. Os circuitos do tronco cerebral que controlam a atonia durante o sono REM podem ser danificados, incluindo aqueles no tronco cerebral pontomedular. Os circuitos do sono REM estão localizados nas estruturas caudais do tronco cerebral — as mesmas estruturas que são conhecidas por estarem envolvidas nas sinucleinopatias. Os défices motores como os observados na RBD resultam de lesões nesses circuitos.
Os fatores de risco que estão associados com o desenvolvimento de RBD são histórico familiar de sonhos encenados, traumatismo craniano, exposição a pesticidas, baixo nível educacional, depressão e uso de antidepressivos.
A RBD pode ser aguda e de início repentino se estiver associada a algum tratamento medicamentoso como o uso de antidepressivos, ou à abstinência (particularmente à abstinência de álcool).

## Neuropatologia da RBD na DP
pesquisadores sugerem uma série de explicações para tentar explicar o fenótipo cognitivamentprejudicado na doença de Parkinson que está ligado ao RBD. A primeira é que o RBD afeta a qualidade/conteúdo do sono, o que por consequência pode levar à disfunção cognitiva por meio de vários mecanismos neuronais. Entretanto, não há muitas pesquisas que apoiam essa ideia. Além disso, há uma falta de evidencia que demonstre a associação entre diferentes distúrbios do sono, como insônia, e declínio cognitivo na DP.
Outra explicação apresentada para o aumento do declínio cognitivo que surge no PDRBD é devido a alterações nos sistemas de neurotransmissores. Em particular, maior denervação colinérgica em pacientes com DP e RBD comparados com àqueles sem. Essa diferença é notavel em estruturas cerebrais como o prosencéfalo basal, uma área eque está,envolvida diretamente, tanto na cognição quanto na regulação do sono REM e do tônus muscular por meio de interações com os núcleos do tronco cerebral. Sugere-se que o aumento da denervação colinérgica apareça na terceira fase do estadiamento de Braak, na qual a patologia do corpo de Lewy em um cérebro com DP aparece no prosencéfalo basal e acredita-se que causa a redução dos neurotransmissores colinérgicos. Com isso, a redução colinérgica pode desempenhar um papel fundamental na patogênese da RBD na doença de Parkinson e no comprometimento cognitivo encontrado nesses pacientes, podendo ser um marcador potencial para um subconjunto cognitivo específico da DP. Esta é uma hipótese que  é reforçada com a melhoria dos sintomas da RBD com a adminstração de inibidores da acetilcolinesterase, medicamentos que induzem o aumento dos neurotransmissores colinérgicos no cérebro.
Uma redução no volume da substância cinzenta e o afinamento cortical, especialmente no córtex frontal e no lobo parietal inferior do cérebro, também foram propostos como causas potenciais de PDRBD. Devido à ligação das regiões corticais e subcorticais do cérebro nessas áreas com a cognição e o sono REM. O córtex insular esquerdo, em particular, mostrou níveis muito maiores de afinamento cortical no PDRBD em comparação ao DP sem RBD. Uma área do cérebro considerada um "centro integrador" de processos cognitivos de nível superior com funcionamento socioemocional e sensório-motor. No entanto, existem muitos resultados inconsistentes na literatura sobre diferenças no volume da substância cinzenta e, portanto, as alterações no volume da substância cerebral são vistas como um marcador neurológico menos confiável.

## Diagnóstico
Existem duas maneiras de diagnosticar RBD: documentando um histórico de comportamentos complexos de sono de encenação de sonhos ou por meio do registro polissonográfico desses comportamentos junto com a perda de atonia do sono REM.
O RBD pode ser estabelecido a partir de entrevistas clínicas, bem como de vários questionários validados, quando os estudos do sono não podem ser realizados. Questionários como o Rapid Eye Movement (REM) Sleep Behavior Disorder Screening Questionnaire (RBDSQ), o REM Sleep Behavior Questionnaires – Hong-Kong (RBD-HK), o Mayo Sleep Questionnaire (MSQ) e o Innsbruck REM Sleep Behavior Disorder Inventory são bem validados.

Indivíduos com RBD podem não ser capazes de fornecer um histórico de comportamento de encenação de sonhos, então os parceiros de cama também são consultados. O REM Sleep Behavior Disorder Single-Quest Screen oferece sensibilidade e especificidade diagnósticas na ausência de polissonografia com uma pergunta: 
"Já lhe disseram, ou você mesmo suspeitou, que você parece 'representar seus sonhos' enquanto dorme (por exemplo, dando socos, agitando os braços no ar, fazendo movimentos de corrida, etc.)?"
Os critérios diagnósticos para RBD da Classificação Internacional de Distúrbios do Sono (ICSD-3) são:
1. Repetição de vocalizações e/ou comportamentos motores complexos durante o sono
2. A polissonografia (PSG) mostra que esses comportamentos ocorrem durante o sono REM
3. Se a documentação desses comportamentos pelo PSG não for possível, eles devem pelo menos ser assumidos como ocorrendo durante o sono REM com base em registros de encenação de sonhos.
4. O sono REM sem atonia (RWA) pode ser visto em gravações polissonográficas
5. Os episódios não podem ser explicados por outro transtorno mental, transtorno do sono, abuso de substâncias ou medicamentos

### Diferencial
Outras condições são semelhantes à RBD, pois os indivíduos apresentam movimentação excessiva durante o sono e comportamento potencialmente violento. Tais distúrbios incluem parassonias não-REM ( sonambulismo, terrores noturnos ), distúrbio de movimento periódico dos membros, apneia obstrutiva grave do sono e distúrbios dissociativos. Devido às semelhanças entre as condições, a polissonografia desempenha um papel importante na confirmação do diagnóstico de RBD.

### Fenótipo cognitivo de DP com RBD
Entre as pesquisas sobre a ligação entre RBD e DP, surgiu um fenótipo cognitivo específico de DP. Esse fenótipo é classificado como "maligno difuso" e está associado a um declínio cognitivo mais rápido/comprometimento cognitivo mais grave. Tem um prognóstico muito pior e aumenta e aqueles com este fenótipo têm uma probabilidade maior de desenvolver alguma forma de demência.
Ao observar dados transversais e longitudinais sobre RBD e DP, déficits no funcionamento cognitivo global, atenção/ memória de trabalho, linguagem, funções executivas e habilidades visoespaciais podem ser observados em pacientes com RBD e DP (PDRBD); especialmente em comparação com pacientes com DP sem RBD (DP não RBD). Os PDRBD apresentam taxas anuais de declínio significativamente maiores em testes cognitivos estabelecidos, como o teste MoCA, e até mesmo têm uma probabilidade maior de exibir manifestações clínicas que têm uma forte ligação com a demência do DP, por exemplo, alucinações visuais.
Pacientes com PDRBD relatam taxas subjetivas muito mais altas de declínio cognitivo em comparação àqueles sem RBD e são muito mais propensos a serem diagnosticados com comprometimento cognitivo leve (CCL). Em média, 75% a 80% dos pacientes com DPDRB recebem um diagnóstico de DCL e, em seguida, outros 30% desenvolvem alguma forma de demência, dentro de 15 a 20 anos do início da DP.
A diferença no declínio cognitivo geral entre PDRBD e DP não-RBD é replicada em estudos conduzidos em muitas culturas diferentes e permanece forte independentemente de os participantes serem ingênuos a medicamentos ou estarem tomando alguma forma de tratamento dopaminérgico para ajudar com seu DP. Entretanto, a existência de um perfil cognitivo único e específico entre pacientes com DP e RBD ainda é considerada controversa. Isso se deve principalmente às limitações metodológicas da literatura, como a ausência de polissonografia no diagnóstico de RBD, o uso de testes com baixa sensibilidade na mensuração da cognição e no teste de déficits cognitivos, além do pequeno tamanho das amostras. Apesar disso, muitos pesquisadores ainda defendem o uso de RBD como um indicador clínico prematuro de DP, o que poderia fornecer uma janela mais precoce para um potencial tratamento preventivo de DP.

## Tratamento
RBD é tratável (mesmo quando as sinucleinopatias subjacentes não o são). A melatonina e o clonazepam são os mais frequentemente utilizados, e são comparativamente eficazes, mas a melatonina oferece uma alternativa mais segura, porque o clonazepam pode produzir efeitos secundários indesejáveis.
Os medicamentos que podem piorar a RBD e devem ser interrompidos se possível são tramadol, mirtazapina, antidepressivos e betabloqueadores.
Além da medicação, é aconselhável proteger o ambiente do dorminhoco removendo objetos potencialmente perigosos do quarto e colocando uma almofada ao redor da cama ou movendo o colchão para o chão para maior proteção contra ferimentos. Em casos extremos, um indivíduo afetado dormiu em um saco de dormir fechado até o pescoço, usando luvas para não poder abri-lo até acordar.
Os pacientes são orientados a manter um horário normal de sono, evitar a privação do sono e monitorar qualquer sonolência que possam ter. O tratamento inclui o controle dos sintomas neurológicos e o tratamento de quaisquer outros distúrbios do sono que possam interferir no sono. A privação do sono, o álcool, certos medicamentos e outros distúrbios do sono podem aumentar a RBD e devem ser evitados, se possível.

## Prognóstico
Pacientes com RBD correm risco de lesões relacionadas ao sono.
Quase 92% dos pacientes com RBD idiopática desenvolverão um distúrbio neurodegenerativo. Os distúrbios mais fortemente associados à RBD são as sinucleinopatias, particularmente a doença de Parkinson, a demência com corpos de Lewy e, em menor grau, a atrofia multissistêmica. A maioria das pessoas com RBD evoluirá para uma sinucleinopatia — geralmente doença de Parkinson ou demência com corpos de Lewy — dentro de 4 a 9 anos após o diagnóstico de RBD e de 11 a 16 anos após o início dos sintomas.

## Epidemiologia
Numerosos relatórios nos últimos anos têm afirmado a associação frequente de sinucleinopatias com RBD. A prevalência de RBD em 2017 é estimada em 0,5–2% no geral e 5–13% na faixa etária de 60 a 99 anos. É mais comum em homens em geral, mas igualmente frequente entre homens e mulheres com menos de 50 anos. Isso pode ser devido, em parte, a um viés de referência, já que atividades violentas realizadas por homens têm mais probabilidade de resultar em danos e ferimentos e são mais propensas a serem relatadas do que ferimentos em parceiros de cama masculinos por mulheres, ou pode refletir uma diferença real na prevalência como resultado de fatores genéticos ou androgênicos. O início típico ocorre na faixa etária dos 50 ou 60 anos.
Quase metade das pessoas com Parkinson, pelo menos 88% das pessoas com atrofia multissistêmica e cerca de 80% das pessoas com demência por corpos de Lewy têm RBD. RBD é um preditor muito forte de progressão para uma sinucleinopatia (por exemplo, as demências por corpos de Lewy ). Na autópsia, até 98% dos indivíduos com RBD confirmado por polissonografia apresentam sinucleinopatia.
Na população em geral, a incidência de RBD é de cerca de 0,5%, em comparação com a prevalência de RBD em pacientes com DP, que foi relatada entre 38% e 60%. O diagnóstico e o início dos sintomas da RBD geralmente precedem o início dos sintomas motores ou cognitivos da DP em vários anos, geralmente variando de 2 a 15 anos antes. Portanto, esta ligação pode proporcionar uma importante janela de oportunidade na implementação de terapias e tratamentos que possam prevenir ou retardar o aparecimento da DP.

## História
Nas décadas de 1960 e 1970, Michel Jouvet descreveu lesões cerebrais em gatos que provocaram à perda de atonia no sono REM. Carlos Schenck e Mark Mahowald e sua equipe em Minnesota descreveram a RBD pela primeira vez em 1986.

## Em animais
A RBD também foi diagnosticada em animais, especificamente cães.
- Sonâmbulo comigo
- Efeito pseudobulbar
- Convulsão gelástica